# Rosztvertol
A Rosztvertol (oroszul: Роствертол) az oroszországi Rosztov-na-Donuban működő repülőgépgyártó vállalat, amely helikopterek és  pótalkatrészek gyártásával, valamint helikopterek javításával foglalkozik. A szovjet időszakban 169. sz. repülőgépgyár (GAZ–169) néven működött. Az 1950-es évek végétől elsősorban a Mil-tervezőiroda helikoptereit gyártja. A Rosztvertol az Vertoljoti Rosszii vállalatcsoporthoz tartozik.

## Története
A gyárat 1939. július 1-jén alapították. 1944-től az UT–2M és a Po–2 repülőgépeket gyártotta nagy mennyiségben. Az 1940-es évek végéig a gyár a faépítésű, dugattyús motoros repülőgépek gyártásának technológiájával rendelkezett. 1949-től kezdtek el fémépítésű repülőgépeket gyártani. Az első ilyen modell a teljesen fémépítésű, 25 katona szállítására alkalmas Jak–14 deszant vitorlázó repülőgép volt. 1954–1955 között a sugárhajtóműves Il–40 csatarepülőgép gyártása folyt.
A gyár 1956-tól állt át helikopterek gyártására. Első helikopter modellje a Mil-tervezőiroda Mi–1 típusa volt, melyből 1956–1960 között 370 db építettek Rosztovban.
1964-től a nagy tömegű teher szállítására tervezett Mi–10 nehéz helikopter gyártása folyt, 1974-től pedig a Mi–10 bázisán kialakított Mi–10K repülő daru fejlesztését és sorozatgyártását végezte a gyár.
1971-ben kezdődött a Mi–24 harci helikopter, majd 1977-től a Mi–26 nehéz helikopter sorozatgyártása, mely napjainkban is tart.
1980–2000 között Mihail Nagibin volt a vezérigazgató.  A gyár privatizációjára az 1990-es évek elején került sor. 1992. július 1-jétől Rosztvertol néven nyílt részvénytársasági formában működik.

## Jelenlegi tevékenysége
A Rosztvertol fő gyártmányai a Mi–24 (Mi–35) egyes változatai, valamint a Mi–26T nehéz szállító helikopter, melyek sorozatgyártása már az 1970-es években elkezdődött. A Mil-tervezőiroda újabb modelljei közül a Rosztvertol gyártja a Mi–28N és Mi–28NE harci helikoptereket, a Mi–60 többcélú könnyű helikoptert, valamint a modernizált Mi–2A típust.
A Rosztvertolhoz tartozik a VertolEkszpo nevű vállalat, amely helikopterek forgalmazásával és kiállítások szervezésével foglalkozik. A VertolEkszpo 15 ezer m²-es kiállítási területén és 8500 m²-es kiállítócsarnokában évente nemzetközi helikopter kiállítást rendeznek.

## Külső hivatkozások
- A Rosztvertol vállalat honlapja Archiválva 2020. szeptember 26-i dátummal a Wayback Machine-ben
- A VertolEkszpo honlapja